# کورلار (جلیل‌آباد)
کورلار (به لاتین: Korlar) یک منطقه مسکونی در جمهوری آذربایجان است که در شهرستان جلیل‌آباد واقع شده است.